# Ernest Wilczynski
Ernest Wilczynski   (Hamburg, 13 de novembre de 1876 - Denver, 14 de setembre de 1932) va ser un matemàtic nord-americà.

## Vida i obra
Wilczynski va néixer a Alemanya però quan encara era nen, la seva família va emigrar als Estats Units. Es va establir a la ciutat de Chicago, on el jove va fer els seus estudis secundaris. Pels seus estudis universitaris, va preferir tornar a Alemanya on, amb l'ajut d'un oncle, va aconseguir ingressar a la universitat de Berlín, on va obtenir el doctorat el 1897. En retornar al seu país va ser incapaç d'aconseguir un lloc acadèmic per la seva joventut (tenia només vint-i-un anys) i va començar a treballar a la oficina de l'Almanac Nàutic de Washington DC.
L'any següent va ser contractat per la universitat de Califòrnia a Berkeley, on va romandre fins al 1907. Entre els anys 1902 i 1904 va rebre també el suport econòmic de la Carnegie Institution for Science per a fer recerca en geometria algebraica. Gràcies a aquests ajuts va poder fer algunes estances a Itàlia on va conèixer Corrado Segre i la comtessa Inez Maçola, amb qui es va casar el 1906.
El 1907 va anar a la universitat d'Illinois on només hi va estar tres cursos, ja que el 1910 va ser contractat per la universitat de Chicago per ocupar la vacant deixada per la mort del professor Heinrich Maschke. Malauradament, el 1919 se li van començar a manifestar el símptomes d'una malaltia que el van obligar a deixar la docència el 1923. Oficialment no es va retirar fins al 1926 quan ja era evident que no podria recuperar la salut. Va morir el 1932 d'aquesta llarga i persistent malaltia.
Wilczynski parlava de forma fluida anglès, alemany, francès i italià i va publicar obres en totes aquestes llengües. Els seus primers treballs van ser sobre astronomia matemàtica, però aviat es va inclinar cap a la geometria diferencial. Els seus articles sobre la simetria i la solució de les equacions de Navier-Stokes són molt importants. Finalment, els seus treballs més ressenyables, van ser en geometria projectiva diferencial.